# Grand Prix automobile d'Allemagne 1927
Le Grand Prix d'Allemagne 1927 est un Grand Prix qui s'est tenu sur le Nürburgring le 17 juillet 1927.

## Classement
| Pos | Pilote                   | Écurie          | Tours | Temps/Abandon          |
| --- | ------------------------ | --------------- | ----- | ---------------------- |
| 1   | Otto Merz                | Mercedes-Benz S | 18    | 4 h 59 min 35 s 6      |
| 2   | Christian Werner         | Mercedes-Benz S | 18    | 5 h 1 min 54 s 6       |
| 3   | Willy Walb (de)          | Mercedes-Benz S | 18    | 5 h 10 min 49 s        |
| 4   | Elizabeth Junek          | Bugatti         | 18    | 5 h 40 min 7 s 6       |
| 5   | Hans Urban Emmerich      | Talbot          | 18    | 6 h 0 min 32 s         |
| 6   | Willy Cleer              | Bugatti T39     | 18    | 6 h 7 min 11 s         |
| 7   | Carl von Guillaume       | Steyr           | 18    |                        |
| Dsq | Franz Baader             | Bugatti         | 17    | Ravitaillement illégal |
| Abd | Rudolf Caracciola        | Mercedes-Benz   |       |                        |
| Abd | Max zu Schaumburg Lippe  | Mercedes-Benz   |       |                        |
| Abd | Georg Kimpel             | Mercedes-Benz   |       |                        |
| Abd | Hans Stück               | Austro-Daimler  |       |                        |
| Abd | Pierre Clause            | Bignan          |       |                        |
| Abd | Adolf Rosenberger        | Mercedes-Benz   | 7     |                        |
| Abd | Karl Kappler             | Bugatti T35C    |       | Accident               |
| Abd | Graf Eckhart von Kalnein | Bugatti         |       |                        |
| Abd | Hans Simons              | OM              |       |                        |
| Abd | Paul Reich               | Pluto Amilcar   |       | Accident               |
| Abd | Dörper                   | Opel            |       |                        |
| Abd | Harry Stumpf Lekisch     | HAG Gaestell    |       |                        |
| Abd | Henny de Joncy           | BNC             |       |                        |